# Dendronephthya gracillima
Dendronephthya gracillima är en korallart som beskrevs av Kükenthal 1905. Dendronephthya gracillima ingår i släktet Dendronephthya och familjen Nephtheidae. Inga underarter finns listade i Catalogue of Life.